# Пиетлович, Душко
Ду́шко Пие́тлович (серб. Душко Пијетловић, 25 апреля 1985, Нови-Сад, Сербия) — сербский ватерполист, член сборной Сербии, двукратный олимпийский чемпион (2016 и 2020), бронзовый призёр Олимпийских игр 2008 в Пекине и Олимпийских игр 2012 в Лондоне. 
Младший брат двукратного олимпийского чемпиона по водному поло Гойко Пиетловича.

## Спортивная карьера
В составе юниорской сборной Югославии дважды становился чемпионом Европы: в 2002 году в Бари и в 2004 на Мальте.
Профессиональную карьеру начал в 2000 году в клубе «Воеводина», затем в 2002 году перешёл в «Партизан», где оставался до 2011 году, когда выиграл клубный чемпионат Европы. Из «Партизана» перешёл в «Про Реко», где завоевал вторую золотую медаль европейского чемпионата, затем с  2012 начал играть за клуб «Црвена звезда» и стал чемпионом Европы в третий раз.
Летом 2013 года перешёл в российский клуб «Синтез» из Казани, в 2014 году возвратился в «Про Реко» и в четвёртый раз завоевал титул чемпиона Европы.